# Алонсо, Алисия
Али́сия Ало́нсо (исп. Alicia Alonso; урождённая Алисия Эрнестина де ла Каридад дель Кобре Мартинес дель Ойо, исп. Alicia Ernestina de la Caridad del Cobre Martínez del Hoyo; 21 декабря 1920, Гавана — 17 октября 2019, там же) — кубинская балерина, хореограф и педагог, создательница Национального балета Кубы. Герой Труда Республики Куба (1998).

## Биография
Младшая из четырёх детей, родители — выходцы из Испании, отец — армейский офицер, семья принадлежала к среднему классу. Начала учиться классическому танцу в июне 1931 года в балетной школе Общества музыкального искусства (исп. Sociedad Pro-Arte Musical) в Гаване. Её первым педагогом был русский эмигрант Николай Яворский. Дебютировала в балетной постановке 29 декабря 1931 года в ходе показательного концерта учеников балетной школы Общества музыкального искусства. Тем не менее её по-настоящему серьёзным дебютом стало исполнение соло Голубой птицы в балете «Спящая красавица» П. И. Чайковского, поставленном Н. П. Яворским на сцене гаванского театра «Аудиториум» 26 октября 1932 года.
В пятнадцатилетнем возрасте вышла замуж за кубинского танцовщика и преподавателя балетного искусства Фернандо Алонсо. В 1938 году у них родилась дочь Лаура. Училась в Нью-Йорке и Лондоне. Среди её преподавателей была русская танцовщица Александра Фёдорова. В девятнадцатилетнем возрасте частично потеряла зрение, которое в дальнейшем только ухудшалось (к старости балерина фактически ослепла). В 1939—1940 годы активно участвовала в создании Американского балетного театра. С 1943 года стала его ведущей артисткой.
2 ноября 1943 года заместила Алисию Маркову в роли Жизели, с триумфа в этой роли началась её мировая слава. Работала с Михаилом Фокиным, Джорджем Баланчиным, Леонидом Мясиным, Брониславой Нижинской и другими прославленными постановщиками. Постоянно выступала вместе с Игорем Юшкевичем.
В 1948 году создает на Кубе собственную балетную компанию «Балет Алисии Алонсо» (исп. Ballet Alicia Alonso), в дальнейшем ставшую основой для создания Национального балета Кубы .
В 1955—1959 годах, покинув Кубу диктаторского режима Батисты, танцевала в Русском балете Монте-Карло. В 1957—1958 годах выступала на сцене Большого и Кировского театров. Танцевала в различных ролях классического балетного репертуара в театрах Европы, Азии и Америки.
В 1959 году, после победы Кубинской революции, вернулась на родину.
Несмотря на слабое зрение, была одной из самых техничных балерин мира, сценическое долголетие которой стало примером для последующих поколений балерин.

Сценическое долголетие и экстраординарная плодотворная карьера Алисии — редчайшее явление в истории мирового балета.
Оригинальный текст (исп.)…Longevidad, prestigio y fecundidad, emerge en la historia del ballet mundial con la carrera más extraordinaria…
— Agencia Cubana de Noticias (ACN)
Одноактный балет «Кармен-сюита» на музыку Жоржа Бизе (1875) в оркестровке Родиона Щедрина (1967) был поставлен 1 августа 1967 года в Национальном балете Кубы балетмейстером Альберто Алонсо для Алисии Алонсо в роли Кармен (экранизирован в 1968, 1972 и 1973 годах)
В ноябре 2010, к столетию Хосе Лесама Лимы, поставила балет по его поэме «Смерть Нарцисса» на музыку Хулиана Орбона (см.:   (недоступная ссылка с 05-09-2013 [4347 дней] — история, копия)).
В 1977 году о балерине снял документальный фильм «Алисия» (исп. Alicia) режиссёр Мануэль Дучесне Кусан.
В июне 1984 года на проходившей в Гаване международной ярмарке моды «Куба мода-84» признанные лучшими кубинские духи вместе с государственным знаком качества получили от оценившей их кубинской балерины Алисии Алонсо факсимиле подписи на упаковке. После этого были подписаны контракты на их экспорт в несколько стран Латинской Америки.
Скончалась 17 октября 2019 года в возрасте 98 лет.
«Алисия Алонсо ушла от нас и оставила огромную пустоту, но также и неповторимое наследие, — сказал президент государства Мигель Диас-Канель, — благодаря ей Куба стала одной из ведущих балетных стран в мире. Спасибо, Алисия, за твой нетленный труд».

## Театральный организатор
В 1948 году основала Национальный балет Кубы.

## Алисия Алонсо и Россия
Большое влияние на творчество Алисии Алонсо оказали представители «старой российской школы»; балерина начинала с занятий в балетной школе гаванского Общества музыкального искусства под руководством Николая Яворского, впоследствии её учителями были Анатолий Обухов, Анатолий Вильтзак, Людмила Шоллар и Пьер Владимиров. Алонсо танцевала в балетах Михаила Фокина, Леонида Мясина и Джорджа Баланчина. Первое выступление Алисии в СССР состоялось 31 декабря 1957 года в Риге, а дебют на сцене Кировского театра — 7 января 1958 года. В Большом театре выступила в партии Жизели с партнёром Владленом Семёновым.
2 августа 2011 года на новой сцене Большого театра состоялся гала-концерт «Viva Alicia!» в честь балерины Алисии Алонсо. Партию Кармен исполняла Светлана Захарова.
Программа концерта состояла из номеров классической и современной хореографии, которые исполнили солисты кубинского балета Садайсе Аренсибия, Анетте Дельгадо, Янела Пиньера, Вьенсай Вальдес, Дани Эрнандес, Алехандро Вирельес, Осьель Гуно, Ариан Молина, — были показаны «Большой pas de quatre» Чезаре Пуни (Жюль Перро, Алисия Алонсо), «Гром и молния» на музыку Иоганна Штрауса-сына (хор. Эдуардо Бланко); «Умирающий лебедь» Сен-Санса (современная постановка, модерн — Мишель Дискомби); pas de quatre из балета «Коппелия» Делиба (пост. А.Алонсо); pas de deux из «Лебединого озера», «Волшебная флейта» Дриго, «Дон Кихот», «Кармен-сюита» и «Фиеста Криольи» — всё в редакции Алисии Алонсо.
По словам В. В. Васильева, «имя Алисии Алонсо уже вписано золотыми буквами в историю мирового балета… На Кубе Алонсо стала синонимом понятия „классический танец“, как Галина Уланова в России».

## Признание
- 1966 — премия Анны Павловой
- 1973 — почётный доктор искусств Гаванского университета
- 1981 — Орден Феликса Варелы
- 1993 — Орден Изабеллы Католической (Испания)
- 1998 — командор ордена Искусств и литературы (Франция)
- 1998 — Герой Труда Республики Куба[19]
- 2000 — приз «Бенуа танца» («За жизнь в искусстве»)
- 2000 — Орден «Хосе Марти»
- 2002 — посол доброй воли ЮНЕСКО[источник не указан 4080 дней]